# 金時羊羹

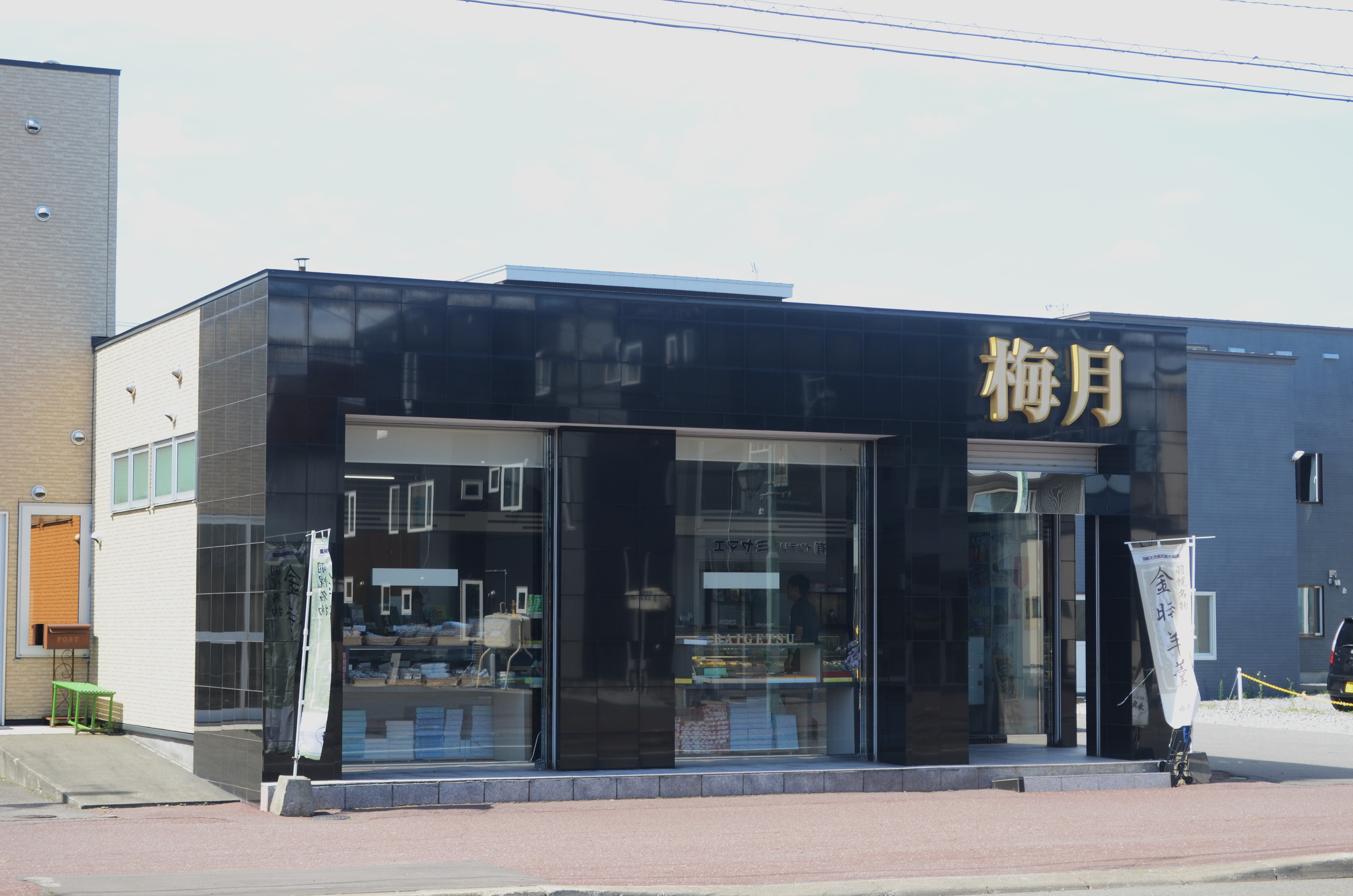
菓子司 梅月

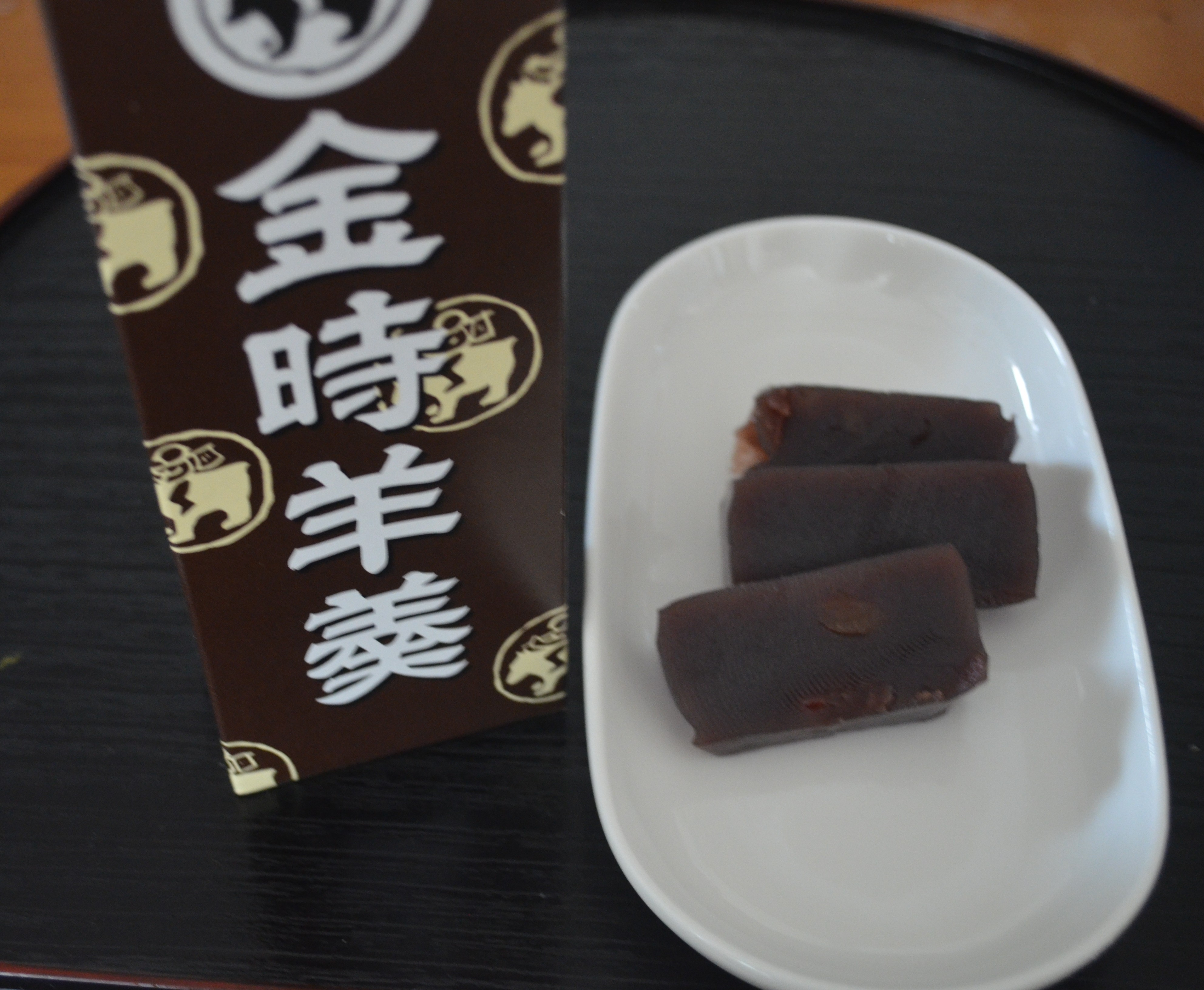
金時羊羹

金時羊羹（きんときようかん）は北海道羽幌町の菓子司「梅月（ばいげつ）」が製造、販売する羊羹である。

## 概要
菓子司「梅月」の看板商品であり、「羽幌銘菓」として親しまれている。
年間の生産量は1万5000本ほど。
半日かけて仕込んだ自家製の小豆餡に上白糖、水飴、丹波の糸寒天を加えて練り上げ、仕上げに金時豆を加えて、型に流し込んで固めた羊羹である。金時豆をそのまま入れるため、厚みは25ミリメートルくらいとやや厚い。
濃厚な色艶の羊羹をナイフで切ると、丸ごと入った金時豆の切断面が黒い生地の中に白く浮かび上がる。羊羹とは異なる金時豆の食感が歯ごたえと甘さの両方の変化となってアクセントとなる。

## 歴史
小原為次郎が1923年（大正12年）3月に羽幌村（現・羽幌町）にて「梅月」を創業する。当初は饅頭、きんつば、飴などを製造、販売していた。
1935年に羽幌炭鉱が操業を開始し、良質の石炭を算出することから、羽幌町が栄えていったこともあり、「梅月」の商売は軌道に乗っていった。当時、アワビの貝殻に羊羹を流し込んだ「アワビ羊羹」が人気だったが、これを小型化して最中にしたものを為次郎は創案した。
北海道で「金時」というと「金時芋」ではなく「金時豆」を指すが、為次郎は金時豆を用いた羊羹を創案した。紙箱には近所だった看板屋の本間庄吉が描いた「熊にまたがる金太郎」が「金時」にちなんで描かれている。金時羊羹の発売開始時期は「昭和初期」と伝わるが、正確な年数は不明である。
為二郎は「羊羹さえあれば店を続けていける」「羊羹と最中だけは作り続けてほしい」「味の秘訣は心を込めること」と生前に語っており、その想いは2代目・政勝、3代目・克美、4代目・健嘉へと引き継がれている。
パッケージ、製法ともに初代・為二郎のものを踏襲しているが、一人暮らしの町民が増えてきたことから、健嘉の代でミニサイズの金時羊羹を製造、販売するようになった。

## その他話題
- 2016年羽幌町応援大使を務めた北海道日本ハムファイターズの武田勝と白村明弘は、沖縄県名護キャンプを訪れた江良貢副町長から「羽幌町の特産品」として、甘えび20キログラム、羽幌産オロロン米ななつぼし5表と金時羊羹10本の贈呈を受けている[4]。